# Józef Boguszewski (strażak)
Józef Boguszewski ps. Szczerbiec (ur. 1 marca 1901 w Warszawie, zm. 14 grudnia 1986 w Łodzi) – polski strażak, harcerz, instruktor pożarnictwa Związku Floriańskiego.

## Życiorys
Urodził się 1 marca 1901 w Warszawie w rodzinie Szymona i Anny z Sitkowskich. Uczył się w Średniej Szkole Handlowej Zgromadzenia Kupców w Warszawie. W 1917 wstąpił do harcerstwa i był zastępowym w XIX Warszawskiej Drużynie Harcerskiej im. L. Narbutta, z którą brał czynny udział w rozbrajaniu żołnierzy niemieckich w listopadzie 1918 w Warszawie. Pierwsza praca w 1919 była w Urzędzie Pocztowo-Telekomunikacyjnym Warszawa 2. Następnego roku powołany do wojska i służył w Kompanii Telegraficznej Lokalnego Dowództwa Okręgu Generalnego Warszawa. Po odbyciu kursu dla instruktorów pożarnictwa w 1921 zatrudniony jako instruktor do spraw pożarnictwa przy Zarządzie Głównym Związku Floriańskiego. W 1922 powołany do wojska i służył w 6 Pułku Ułanów Kaniowskich a następnie w Szkole Podchorążych Rezerwy Kawalerii. Po odbyciu służby wojskowej pracował w Związku Floriańskim jako instruktor. Przeprowadzał lustracje, szkolenia, kursy pożarnicze oraz zdobywał wiedzę o organizacji pożarnictwa za granicą – we Włoszech, Jugosławii, i na Węgrzech. W 1926 podjął pracę w Polskiej Dyrekcji Zakładu Ubezpieczeń Wzajemnych jako instruktor pożarniczy.
Był wśród założycieli w 1931 OSP w Niepokalanowie, jedynej zakonnej straży pożarnej. Prowadził szkolenia teoretyczne i praktyczne dla kleryków jak również dla uczniów szkół rolniczych i słuchaczy seminariów nauczycielskich. Prowadził wykłady i szkolenia dla harcerzy.
We wrześniu 1939 zgłosił się na ochotnika do służby przeciwpożarowej w oblężonej Warszawie. W latach okupacji prowadził wykłady, według skryptu własnego autorstwa, w Centralnej Szkole Pożarniczej i w Ośrodku Szkoleniowo-Badawczym Społecznej Spółdzielni Pracy w Wawrze. Był członkiem Korpusu Bezpieczeństwa.
W czasie powstania warszawskiego powołany na stanowisko rejonowego komendanta straży pożarnych i batalionów techniczno-roboczych w rejonie III Śródmieście Północne. Organizował obronę przeciwpożarową oraz prace ratownicze. Po klęsce powstania znalazł się z żoną i córką w obozie w Pruszkowie. Po ucieczce z obozu trafił do OSP w Brwinowie i ostatecznie dotarł z rodziną do Łodzi.
W 1946 zweryfikowany w stopniu podpułkownika pożarnictwa i mianowany na stanowisko komendanta odbudowywanej Centralnej Szkoły Pożarniczej. W latach 1947-48 był redaktorem naczelnym „Przeglądu Pożarniczego” i „Gazety Strażackiej”. Kierował również Wydziałem Wydawniczym w Związku Straży Pożarnych. W 1949 opublikował historię straży pożarnej w Niepokalanowie pt. W walce z pożarem. Publikacja była podstawą do oskarżenia o klerykalizm. Został zwolniony z pracy oraz pozbawiony stopnia pożarniczego.
Podjął pracę w Zakładach Przemysłu Cukierniczego im. 22 lipca, d. E. Wedel, gdzie pracował do przejścia na emeryturę w 1966. Józef Boguszewski działał aktywnie społecznie prowadząc zakładowe koło PTTK, będąc jego prezesem. Był członkiem honorowym PTTK, honorowym przewodnikiem PTTK, honorowym przodownikiem Turystyki Górskiej oraz Pieszej. W swojej działalności prowadził wykłady na kursach PTTK jak również organizował i oprowadzał wycieczki jako przewodnik. Boguszewski był autorem wielu artykułów dotyczących historii pożarnictwa, szkolenia pożarowego, odbudowy z powojennych zniszczeń i działalności straży pożarnej w miastach.
Zmarł w Łodzi 14 grudnia 1986 i pochowany został na cmentarzu Doły w Łodzi.

## Odznaczenia
- Krzyż Kawalerski OO,
- Krzyż Walecznych (dwukrotnie),
- Złoty Krzyż Zasługi,
- Srebrny Krzyż Zasługi,
- Brązowy Medal za Długoletnią Służbę,
- Medal Wojska (czterokrotnie),
- Krzyż Armii Krajowej,
- Krzyż Partyzancki,
- Medal za Warszawę 1939–1945,
- Warszawski Krzyż Powstańczy,
- Medal Pamiątkowy za Wojnę 1918–1921,
- Medal Niepodległości,
- Medal Zwycięstwa i Wolności 1945,
- Medal za Wojnę Obronną 1939,
- Krzyż Waleczności Armii gen. Bułak-Bałachowicza,
- Honorowy Krzyż Harcerski z Czasów Walk o Niepodległość,
- Odznaka Grunwaldzka (dwukrotnie – 1947, 1972),
- Złoty Znak Związku Ochotniczych Straży Pożarnych,
- Złota Odznaka Zasłużonego Działacza PTTK,
- Srebrna Odznaka za Zasługi dla Ochrony Przeciwpożarowej,
- Medal 40-lecia Polski Ludowej
- Złota Honorowa odznaka za Zasługi dla Warszawy,
- Złota Odznaka „Zasłużony Działacz Turystyki”,
- Złota Odznaka „Zasłużony Działacz LOK”,
- Medal im. Aleksandra Janowskiego[1],
- Medal ZG PTTK „Za wybitne zasługi w krzewieniu idei krajoznawstwa”[1],
- Złoty Medal Strażactwa „w X-leciu Odrodzenia Polski 1918-1928”[2]
- Złoty Medal „Za Zasługi dla Pożarnictwa” (1946, 1971),
- odznaka Centralnej Szkoły Pożarniczej (1946).